# Thecadactylus rapicauda
Thecadactylus rapicauda är en ödleart som beskrevs av  Houttuyn 1782. Thecadactylus rapicauda ingår i släktet Thecadactylus och familjen geckoödlor. Inga underarter finns listade i Catalogue of Life.